# Maria-Theresien-Taler

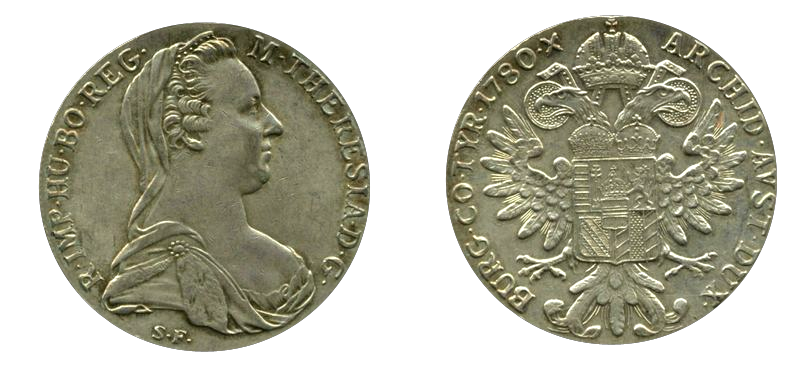
Maria-Theresien-Taler. Neuzeitliche Nachprägung (zu erkennen u. a. an den Perlen in der Brosche und der Form des Kreuzes „X“ nach der Jahreszahl)

Der Maria-Theresien-Taler (MTT, auch Mariatheresientaler) ist eine seit 1741 bis heute geprägte Silbermünze mit einem Konterfei Kaiserin Maria Theresias, der Erzherzogin von Österreich und Gattin des römisch-deutschen Kaisers Franz I. Stephan. Er diente in der österreichischen Habsburger-Monarchie, aber auch in anderen europäischen und außereuropäischen Territorien, als Handelsmünze und Zahlungsmittel und gilt heute als Sammelobjekt.
Zwischen 1751 und 2000 wurden ca. 389 Millionen Maria-Theresien-Taler geprägt.

## Geschichte
Taler mit dem Brustbild Maria Theresias wurden seit 1741 geprägt. 1752 brachte Johann von Fries seine Schöpfungen heraus: den Maria-Theresien-Taler. Graf Fries hatte das Thaler-Negotium 1778 inne, das sowohl dem Staat – damit wurde die österreichische Levante-Kriegsflotte aufgerüstet – als auch ihm hohen Gewinn brachte.
Fries hat unter anderem den orientalischen Handel mit dem Maria-Theresien-Taler geschaffen (er übernahm 1752 das sogenannte „Taler-Negotium“ [Handel mit den von den Türken geschätzten Maria-Theresien-Talern], das ihm 1756–1776 einen Gewinn von rund einer Million Gulden einbrachte).
Die Bezeichnung Maria-Theresia-Taler wird seit der im September 1753 mit dem Kurfürsten von Bayern abgeschlossenen Münzkonvention verwendet. Seit dem Tod der Kaiserin im Jahr 1780 wird der Taler mit dieser Jahreszahl als Handelsmünze nachgeprägt. Der Taler wurde unter anderem von den folgenden Münzstätten im Heiligen Römischen Reich und in den habsburgischen Territorien geprägt: Brüssel, Hall, Günzburg, Kremnitz, Karlsburg, Mailand, Prag und Wien. Außerhalb erfolgte die Prägung unter anderem in Birmingham, Bombay, London, Paris, Rom, Utrecht und Venedig.
Der Taler war bis zum 31. Oktober 1858 gesetzliches Zahlungsmittel im Kaisertum Österreich. Ab 1. November wurde die österreichische Währung im Dezimalsystem eingeführt. Deren Gulden umfasste 100 Kreuzer. Bis weit ins 20. Jahrhundert war der Maria-Theresien-Taler anerkanntes Zahlungsmittel in Teilen Afrikas und Asiens bis in den indischen Raum. Im arabischen Raum wurde er Abu Kush oder Abu Noukte genannt. Eine Reihe von europäischen Staaten prägten Großsilbermünzen, die den Maria-Theresia-Thaler nachahmten, so zum Beispiel Venedig, das Königreich Italien, Preußen oder Ragusa. Hierbei wurde das Erscheinungsbild imitiert. Im Süden und im Westen der arabischen Halbinsel blieb der Maria-Theresien-Taler gegen den Widerstand des Osmanischen Reiches auch im 19. Jahrhundert alleiniges Zahlungsmittel. Das Kaiserreich Abessinien führte ihn zu Beginn des Jahrhunderts für über 100 Jahre als offizielle Landeswährung ein.
In den deutschen Kolonien in Afrika wurden sowohl die Einfuhr der Münzen als auch teilweise der Umlauf untersagt. So waren etwa in Deutsch-Ostafrika die Einfuhr ab 1893 und der Umlauf ab 1896 verboten. In Kamerun und Togo wurde die Einfuhr ab 1907 verboten, in Togo gleichzeitig auch der Umlauf.
Als Finanzmittel für koloniale Bestrebungen begann Großbritannien 1935 damit, den Taler in Eigenregie zu produzieren und zu Stabilisierungszwecken eigener Machtstellung in afrikanischen Staaten wie Äthiopien, dem Sudan oder Ostafrika (beispielsweise Somalia) in Umlauf zu bringen. Zur Bewältigung von Transportschwierigkeiten großer Mengen dieses Guts ließen die Briten Anfang der 1940er Jahre rund 19 Millionen Stück in Bombay herstellen.
Nach dem Krieg wurde die Münze in Österreich offiziell wieder aufgelegt.
Seit 1946 prägte die Münze in Wien über 49 Millionen Exemplare. Bis heute wird der Günzburger Stempel mit dem Münzmeisterzeichen SF (nach den Münzmeistern der Günzburger Prägestätte Schöbl und Faby) verwendet. All diese Prägungen nach der Regierungszeit von Maria Theresia bezeichnet man heute als „Nachprägungen“. Alle Nachprägungen vor der Neuauflegung des Talers werden zudem als „ältere Nachprägungen“ bezeichnet. Außer den selteneren Stücken der älteren Nachprägungen sind die Preise der Nachprägungen meist nicht mehr mit denen von echten Maria-Theresien-Talern aus Zeiten der Maria Theresia zu vergleichen. Hauptmerkmale der Nachprägungen sind einerseits das bereits oben erwähnte Münzzeichen SF, aber auch der fehlende Adler im rechten unteren Wappenteil am Avers und die mit Perlen besetzte Brosche am Revers. Sie sind wichtig, da alle drei Merkmale einzeln auch bei den alten Prägungen vorkommen.
Alle Nachprägungen tragen die Jahreszahl 1780.
Zum 300. Geburtstag von Maria Theresia erschien 2017 eine vierteilige Sonderausgabe des Maria-Theresien-Talers.

## Technische Daten
Der Taler hat einen Durchmesser von 39,5 mm bis 41 mm und ist dabei maximal 2,5 mm dick. Nach dem historischen Münzfuß beträgt der Feinsilbergehalt 23,389 g bzw. 0,751974 Feinunzen, entsprechend 1/12 Wiener Mark von 0,280668 kg. Mit dem Feingehalt von 833⅓/1000 ergibt sich ein Raugewicht von 28,0668 g.
Auch die aktuellen Nachprägungen folgen diesen Vorschriften.

## Inschriften
Die Inschrift auf der Vorder- und Rückseite lautet M. THERESIA. D. G. R. IMP. HU. BO. REG. // ARCHID. AVST. DUX. BURG. CO. TYR. 1780. X und ist die Abkürzung für Maria Theresia Dei Gratia Romanorum Imperatrix, Hungariae Bohemiae Regina, Archiductrix Austriae, Ductrix Burgundiae, Comitissa Tyrolis. 1780, deutsch: Maria Theresia, von Gottes Gnaden Kaiserin der Römer, Königin von Ungarn und Böhmen, Erzherzogin von Österreich, Herzogin von Burgund, Gräfin von Tirol. Das X bedeutet, dass 10 Stück einer 833⅓⁄1000 feinen Mark (= Kölner Mark zu ≈233 g Silber) entsprechen und die Münze somit als Konventionstaler geprägt ist. Die Randprägung – ein Sicherheitsmerkmal – lautet „IUSTITIA ET CLEMENTIA“, deutsch: „Gerechtigkeit und Milde“.

## Fälschungen
Vom Maria-Theresien-Taler existiert eine große Anzahl an Fälschungen. Hierbei sind Verkehrsfälschungen (oder Falschmünzen) von Sammlerfälschungen (oder Münzfälschungen) zu unterscheiden.
- Verkehrsfälschungen: Verkehrsfälschungen begegnet man selten. Typischerweise zeichnen sie sich durch ein niedrigeres Gewicht und/oder ein anderes Material (kein Silber) aus und sind wegen der schlechten Qualität meist relativ leicht zu erkennen.

- Sammlerfälschungen: Sammlerfälschungen sind oft sehr schwer und nur vom Experten zu erkennen. Dabei wird entweder versucht, eine seltene Variante zu fälschen, oder eine häufige Prägung wird in schlechterem Material hergestellt und in großen Stückzahlen verkauft. Solche Fälschungen können meistens am falschen Gewicht oder an der fehlerhaften Randschrift erkannt werden.

Stücke, die von Regierungen oder im Auftrag von Regierungen geprägt wurden, sind nicht zwangsläufig als Fälschungen zu werten, auch wenn solche Prägungen nicht von der österreichischen Regierung autorisiert wurden. Privat hergestellte Exemplare werden nur dann als Fälschungen angesehen, wenn die Prägung nicht von der österreichischen Regierung oder der Münze in Wien autorisiert wurde.

## Gegenstempel
Der Maria-Theresia-Taler war oft Gegenstand für sogenannte Gegenstempel. Bei dieser numismatischen Besonderheit werden Zeichen mittels Stempel auf der Münze aufgebracht, die das originale Münzbild zwar nicht grundlegend beeinträchtigten, aber als lokales Zahlungsmittel erst autorisierten. Beispiele hierfür finden sich in at-Talh im Jemen beziehungsweise dem kolonial unterworfenen portugiesischen Mosambik.

## 25-Schilling-Sondermünze
1967 wurde eine Scheidemünze zu 25 Schilling aufgelegt, die auf der Kopfseite das Aussehen des Maria-Theresien-Talers hat.
Diese ist mit 30 mm Durchmesser und 13 g Raugewicht deutlich kleiner und leichter als das Talerstück.